# Molidustat
Molidustat ist ein HIF-Prolylhydroxylase-Inhibitor, der die Produktion von Hämoglobin und Erythrozyten stimuliert. Es wurde im Januar 2021 in Japan unter dem Namen Musredo (Bayer Yakuhin) zugelassen zur oralen Behandlung der Anämie („Blutarmut“) infolge einer chronischen Nierenerkrankung (CDK).

## Hintergrund
Anämie ist eine häufige Komplikation einer chronischen Nierenerkrankung, da die in ihrer Funktion gestörten Nieren nicht mehr genügend Erythropoietin (EPO) produzieren, um den normalen Gehalt an roten Blutkörperchen aufrechtzuerhalten. Die Leber ist nicht in der Lage, die verminderte EPO-Produktion der Nieren zu kompensieren. EPO bewirkt die Produktion von Hämoglobin und roten Blutkörperchen (Erythrozyten) und sorgt somit für die Sauerstoffversorgung der Gewebe. Seit der Einführung in die klinische Anwendung im Jahr 1989 ist das rekombinante humane EPO (rhEPO) zur Standardtherapie der renalen Anämie geworden, die jedoch mit einem erhöhten Risiko für kardiovaskuläre Ereignisse verbunden sein kann.

## Wirkungsmechanismus
Molidustat ist eine niedermolekulare Verbindung, deren Struktur ausgehend von Treffern aus dem Hochdurchsatz-Screening entwickelt wurde. Zielstruktur ist das Enzym HIF-PH2 (hypoxia-inducible factor prolyl hydroxylase 2, auch PHD2, prolyl hydroxylase domain-containing protein 2, genannt). Der Hypoxie-induzierter Faktor (HIF) ist an der Regulation der Sauerstoffversorgung der Zellen beteiligt. Bei normaler Sauerstoffversorgung (Normoxie) ist eine Untereinheit des HIF an zwei spezifischen Prolyl-Resten hydroxyliert – katalysiert durch die Prolylhydroxylase 2. Bei mangelnder Sauerstoffversorgung (Hypoxie) ist die Hydroxylierung der HIF-Untereinheit gehemmt, in deren Folge die Erythropoietin-Bildung aktiviert wird.
Molidustat hemmt HIF-PH2 und täuscht dadurch einen Sauerstoffmangel vor. Dies bewirkt eine vermehrte Bildung von Erythrozyten. 

## Sonstiges
Die Entwicklung von Molidustat für die Anwendung außerhalb Japans wurde abgebrochen. Pharmazeutisch eingesetzt wird das Molidustat-Natrium. HIF-PH-Hemmer („HIF-Stabilisatoren“) könnten potentiell zur Leistungsbeeinflussung bei Ausdauersportlern – vergleichbar mit dem EPO-Doping – missbraucht werden.